# Glauco Gresleri
Glauco Gresleri (Bologna, 1º febbraio 1930 – Bologna, 15 dicembre 2016) è stato un architetto italiano.

## Biografia
Nel 1933 il padre italianizza il cognome Grezler, originario della Baviera, in Gresleri. Nel 1944 si iscrive al Liceo scientifico Augusto Righi a Bologna e nel 1949 alla Facoltà di Architettura dell'Università di Firenze. Si laurea nel 1956 presentando un progetto di carcere giudiziario modello con relatore Adalberto Libera.
Esponente dell’approfondimento scientifico disciplinare è presente nel campo pubblicistico tramite riviste alla cui fondazione ha partecipato direttamente quali: Chiesa e Quartiere (1955-1968), Inarcos (1967), Parametro (1967-2009) di cui è direttore dal 1968, e Frames (1983-1985). È saggista delle riviste Chiesa Oggi ed Ecclesia.
Studioso nel campo architettonico dello specifico sacro, è responsabile del Centro di studio e informazione per l'architettura sacra sviluppato in Bologna dal 1955, attraverso l’opera svolta con la rivista Chiesa e Quartiere, con impegno personale continuativo.
Responsabile del Piano per il recupero pastorale della “seconda Bologna” del cardinale Giacomo Lercaro, con la creazione delle prime chiese provvisorie propositive per la nuova liturgia di partecipazione ante concilio, per la resa liturgica nella realizzazione delle sue oltre venti chiese, è riferimento iconico per gli studiosi del campo specifico, italiano come mons. Crispino Valenziano e Vincenzo Gatti, e straniero come Juan Plazaola Artola, S.I., padre Frédéric Debuyst e Rudolf Stegers.
Rapporto personale coi maestri dell’architettura moderna: Alvar Aalto, Le Corbusier, Marcel Breuer, Kenzō Tange, Alberto Sartoris, Richard Meier, Álvaro Siza, Luigi Figini, Ludovico Quaroni, Giovanni Michelucci; e dell'architettura contemporanea: Tadao Ando, Peter Eisenman, Alvaro Siza.
Promotore dell’incarico ad Alvar Aalto per la chiesa di Santa Maria Assunta di Riola di Vergato; per l’intervento progettuale di Kenzō Tange alla Fiera di Bologna; per la ricostruzione del Padiglione dell'Esprit Nouveau di Le Corbusier a Bologna, dell’incarico a Richard Meier per la “Chiesa del 2000” a Roma, 1996; dell’incarico ad Álvaro Siza per la chiesa di Santa Maria del Rosario, sempre a Roma.
Tra il 1960 e il 1970 è responsabile per l'Italia alla Biennale “Christlicher Kunst der Gegenwart” di Salisburgo e consulente per il Land della Stiria per l'ipotesi di realizzazione del Trigon Museum a Graz.
Consulente Oikos al Commissario Speciale di Governo per il Programma straordinario di recupero urbano di Napoli (Legge 219/1981) per la ristrutturazione dei tremila alloggi terremotati delle periferie.
Docente, tra il 1984 e il 1988, di Teoria e Tecniche della Progettazione Architettonica presso la Facoltà di Architettura di Pescara, annovera attività di visiting e lecturer presso università italiane e straniere.
Cofondatore e responsabile culturale delle “Giornate di Architettura Sacra” di Verona dal 1970 al 1992, dal 2001 cura significative mostre alla Galleria d'Arte Bongiovanni di Paola Bongiovanni che nel 2009 verrà insignita della Turrita d'Argento, riconoscimento della città di Bologna. L'anno 1997 vede la presenza nello studio dell'architetto dell'artista Giuseppe Veneziano.
Muore il 15 dicembre 2016 ad 86 anni, per infarto nel suo studio in Bologna.

## Esposizioni
- 1992 Biennale di Venezia;
- 1987 XVII Triennale di Milano[17];
- 1985 Expo '85 a Tsukuba (Giappone), progetta con gruppo Oikos-Triennale di Milano il Padiglione Italia;
- 1985 Biennale de Paris, Parigi;
- Innsbruck[18] 1981, Graz[19] 1982, Monaco di Baviera 1982, Vienna 1982, Villa Reale di Monza  e Galleria Sagittaria[20] di Pordenone 1983, Losanna 1984, Amsterdam 1985, Bruxelles 1985, Lexington 1986, Albuquerque 1986,  mostra Gresleri-Varnier: Costruire l’architettura;[21]
- 1980 Esprit Nouveau;
- 1972 Habitat Italy, Tokyo;
- 1971 Italian interior Melbourne, Sydney;
- 1970, 1971 Salon du Luminarie; Parigi;
- 1968 XIV Triennale, Milano;
- 1963 Centro direzionale, Torino;
- 1960 Würzburg;
- 1959 Moderner italienische Kirkhenbau, Colonia;
- 1958, 1960, 1962, 1964  Kunst der Gegenwart, Salisburgo;

1967 - Lampada Maris

- 1958 Arte sacra, Lovagno;
- 1956 Centro della città, Colonia;

## Concorsi
Concorsi nazionali sul tema della città (Torino, Colonia, Bruxelles, Genova, Roma, Bologna, Pordenone) e internazionali (Parigi, Vienna, Gand, Monaco, Lussemburgo) con affermazioni di primo premio.

## Premi
- 1962 Medaglia d’oro alla Biennale di Salisburgo;
- 1966 Medaglia d’oro Cardinale Giacomo Lercaro per la ristrutturazione liturgica della Cripta della Cattedrale di San Pietro in Bologna;
  - Twentieth Century Engineering del Museo d’Arte Moderna di New York MOMA per il Complesso industriale e commerciale Gandolfi-OM di San Lazzaro di Savena (provincia di Bologna)[22].
  - Premio In/arch dell’Istituto nazionale di architettura;
  - Premio Regolo d'oro;
- 1990 Premio In/arch dell’Istituto nazionale di architettura.

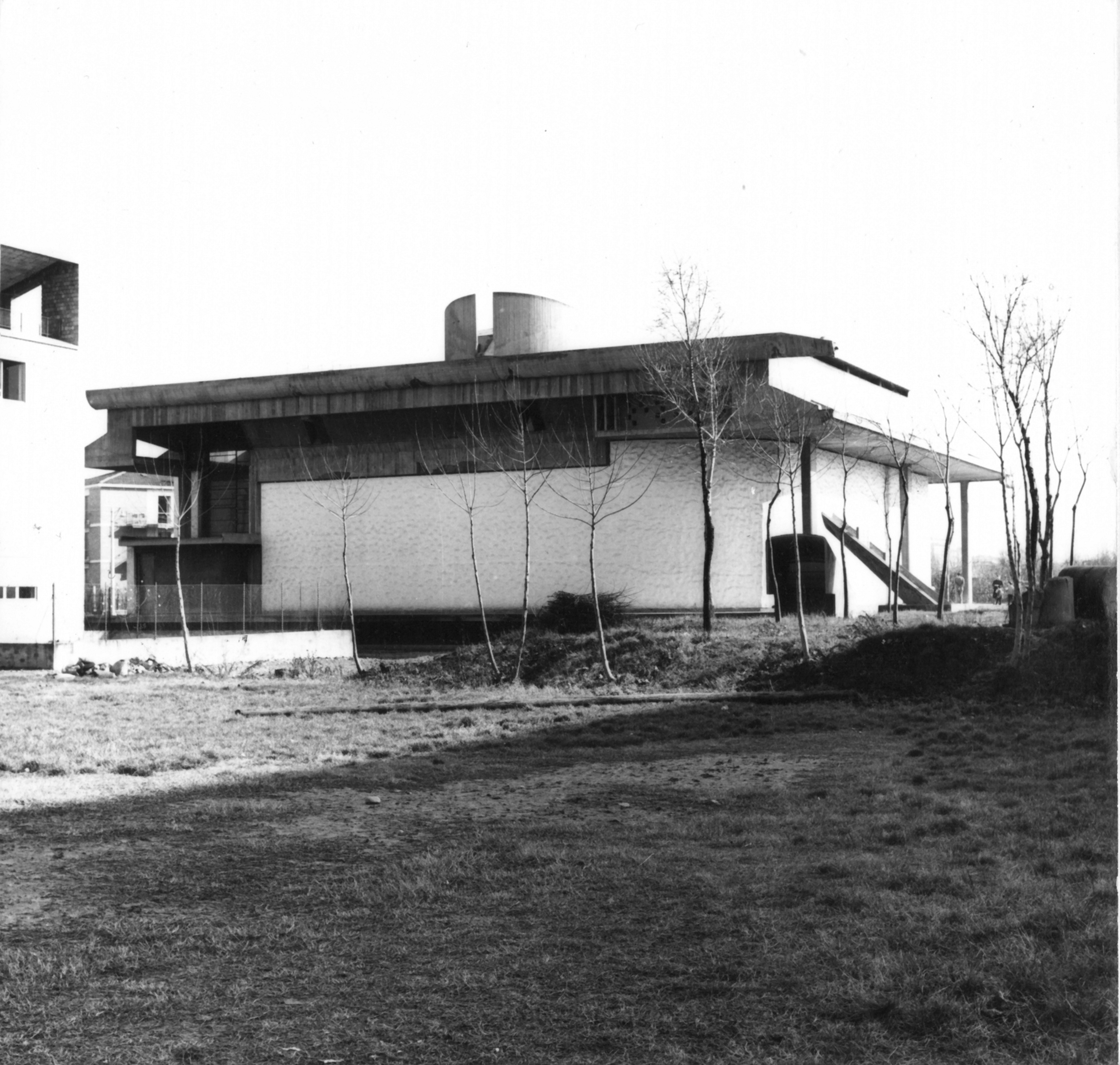
1965 - Chiesa parrocchiale Beata Vergine Immacolata

## Riconoscimenti
- La chiesa della Beata Vergine Immacolata alla Certosa a Bologna, l'ex seminario Benedetto XV a Bologna, Complesso industriale e commerciale Gandolfi-OM a San Lazzaro di Savena, la chiesa della Santa Famiglia di Nazareth di Perugia, la chiesa di Santa Maria della Presentazione al Tempio a Roma sono tutte architetture del secondo Novecento selezionate dal Mibac[23];
- Per le architetture di eccellenza del MIBAC: la chiesa del Cuore Immacolato di Maria di Giuseppe Vaccaro, Gresleri è con Goliardo Tubertini direttore dei lavori, mentre per la chiesa di Santa Maria Assunta di Riola di Vergato di Alvar Aalto fa parte del coordinamento tecnico;
- 1994 Membro della Pontificia Commissione per i Beni Culturali della Chiesa;
- 1984 Membro corrispondente dell'Accademia di San Luca in Roma[24];
- 1978 Accademico di merito dell'Insigne Accademia dei Virtuosi al Pantheon;

## Progetti

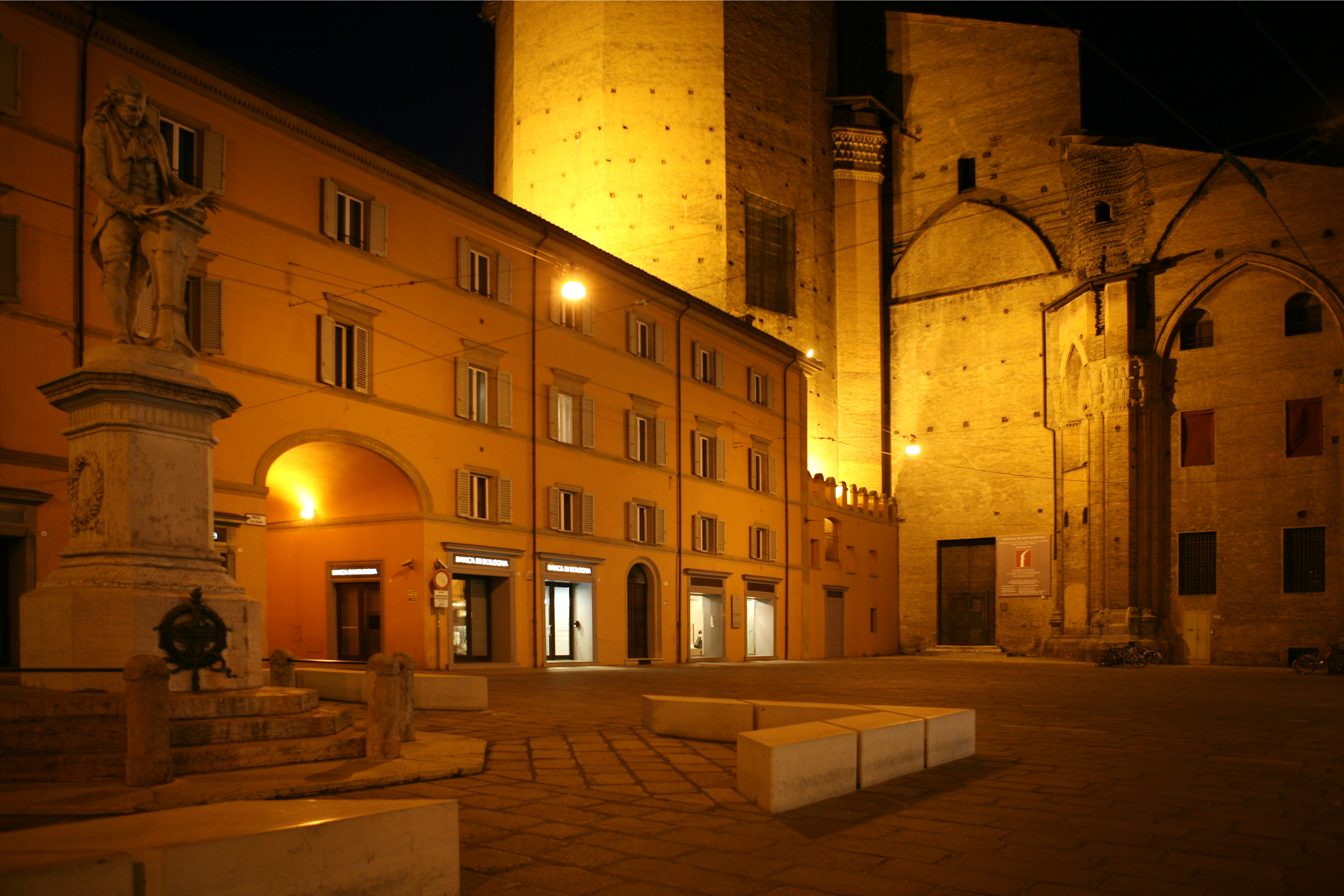
1995 - Piazza Galvani, Bologna (Archivio Luca Massari)

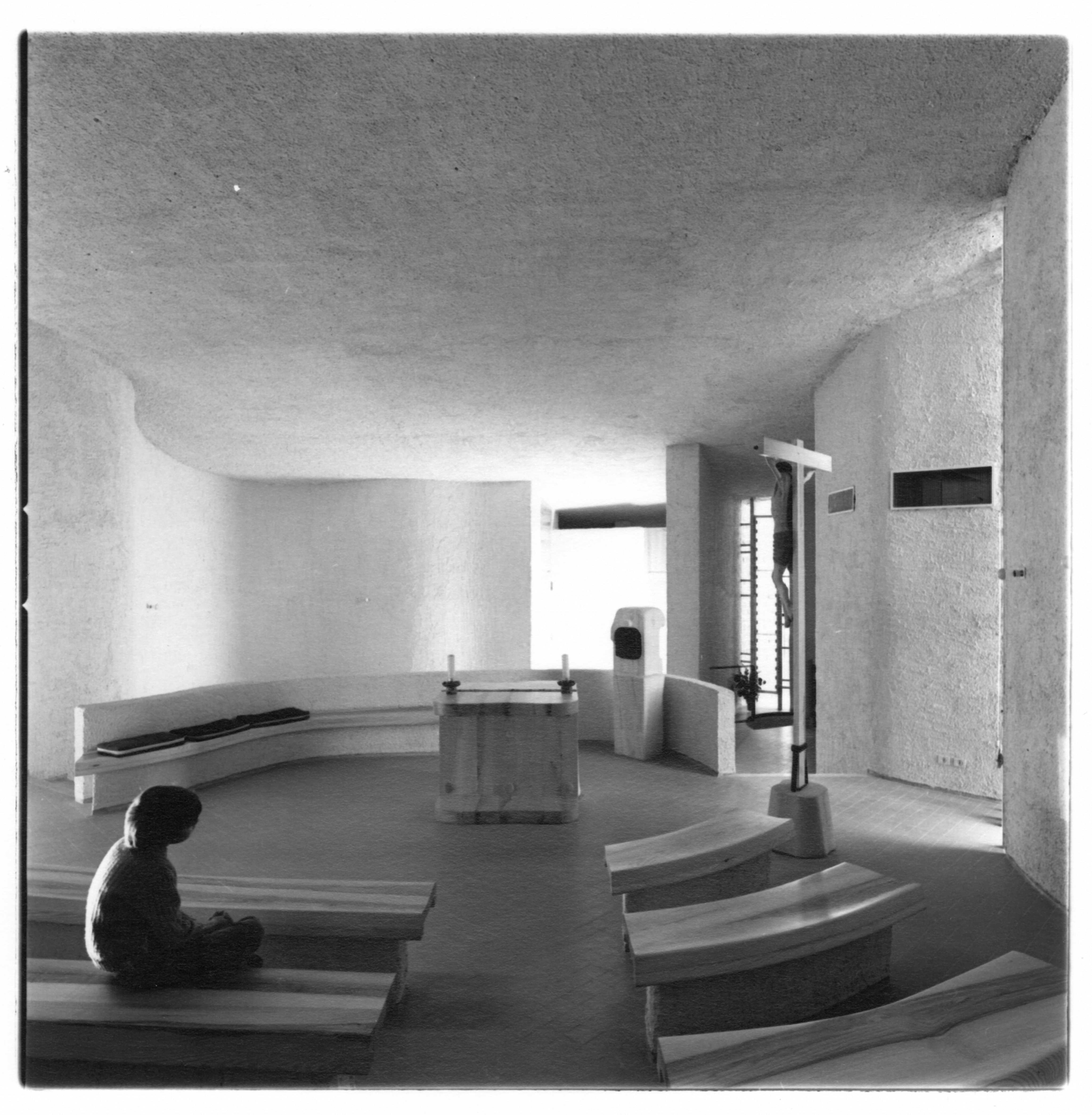
1968 - Oratorio S. Maria di Lourdes Navarons di Spilimbergo

### Direzionale
- 2009 Progetto Filiale di sede della Caricento, Cento;
- 2008 Sede direzionale di Banca di Bologna, Piazza Minghetti; Bologna;
- 2004 Restauro Oratorio di San Giovanni Battista dei Fiorentini, Bologna;
- 2003 Sede area contrattazioni di MCC, Roma;
- 1999 Direzione generale Banca di Bologna, Piazza Galvani, Bologna.

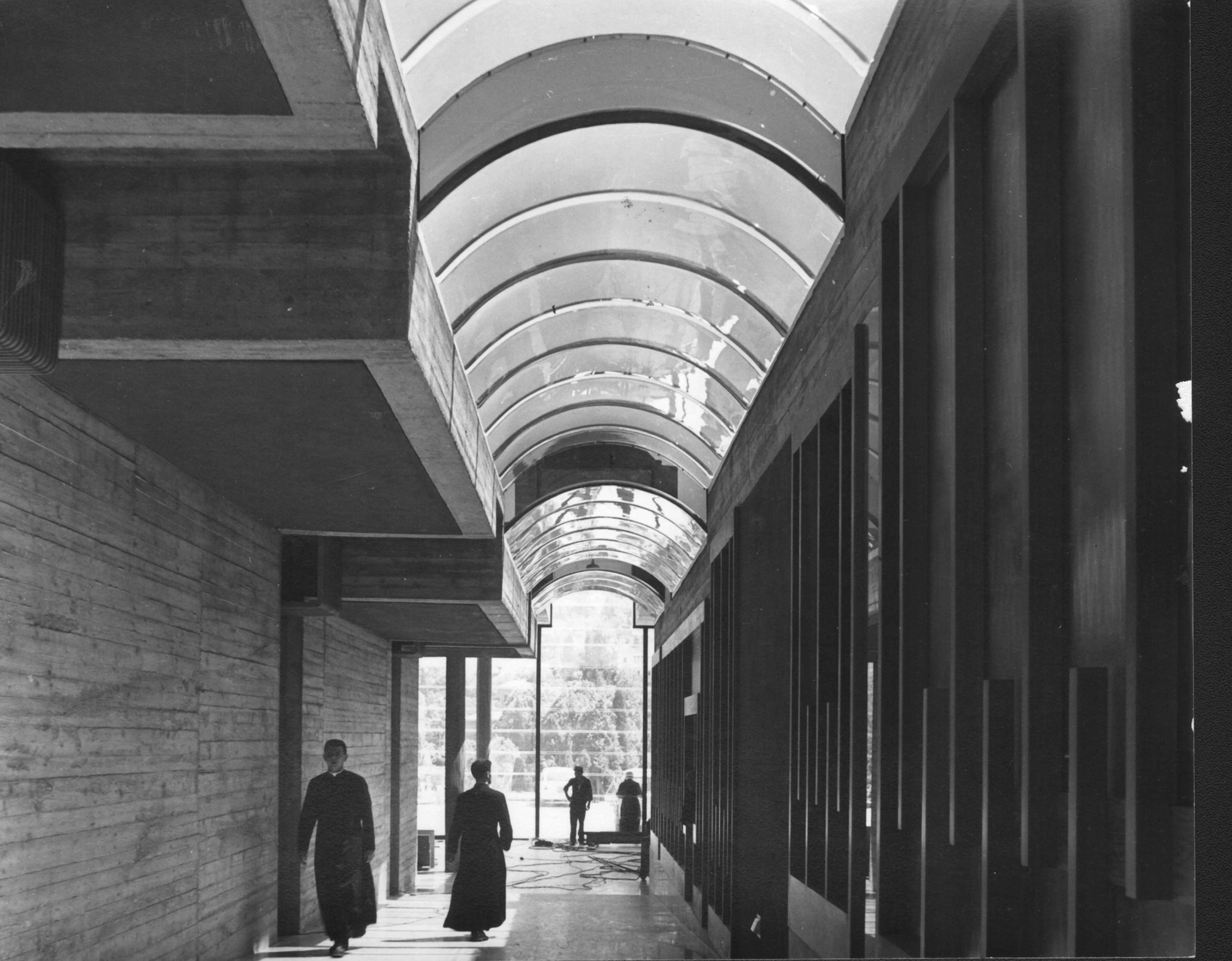
1960 - Seminario Benedetto XV

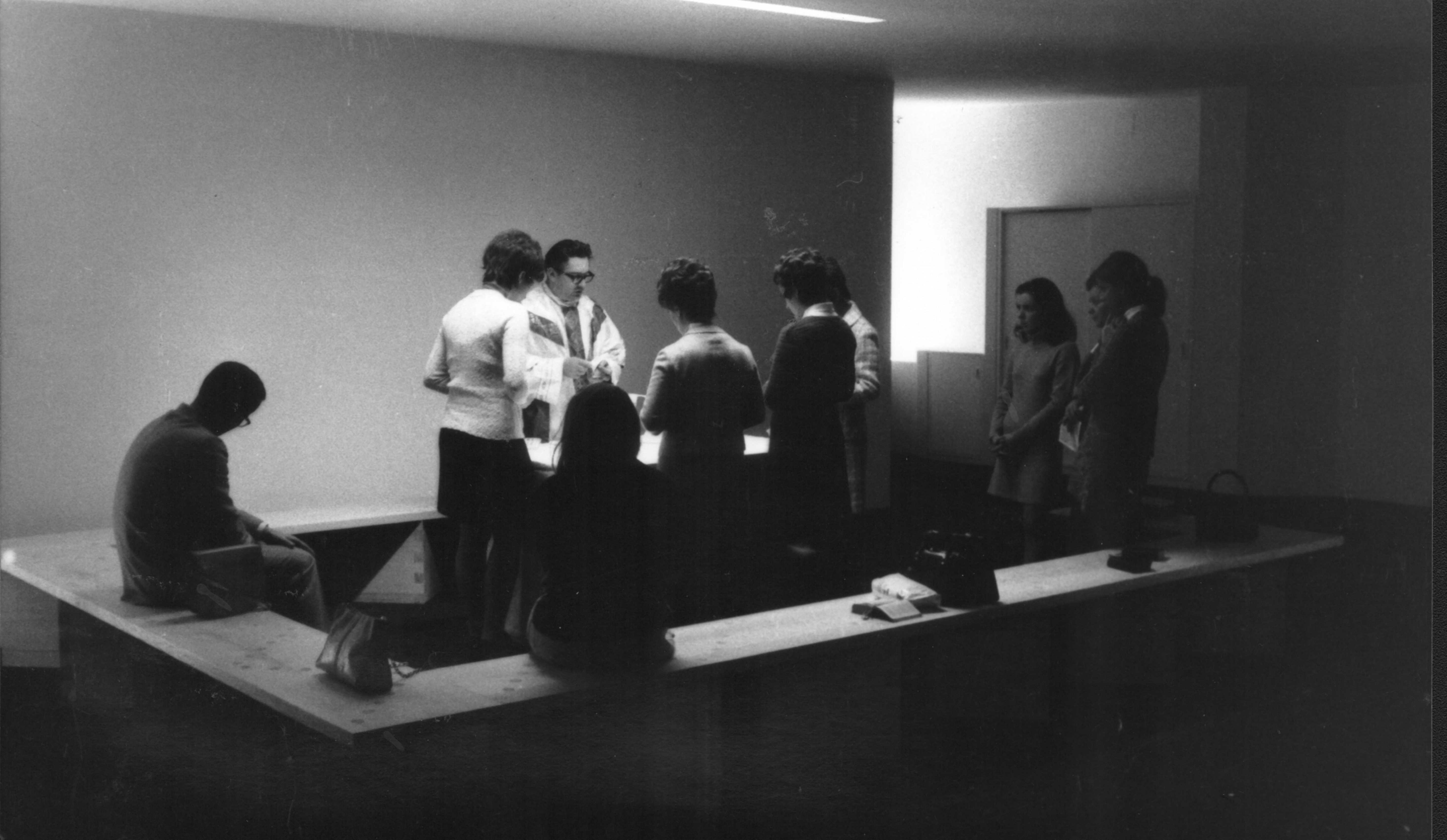
1969 - Cappella nella casa dello studente A. Zanussi

### Edifici di culto
- 2005 Concorso chiesa parrocchiale Santa Maria di Betlemme, Cesena (Glauco Gresleri con arch. Roberto Gresleri);
- 2002 Concorso chiesa Santa Maria del Cammino, San Gottardo, Masa Selico (BL) (con arch. Claudio Silvestrin);
- 2000 Chiesa parrocchiale Santa Maria della Presentazione al Tempio, Torrevecchia Roma (con arch. R. Gresleri);
- 1998 Concorso con aggiudicazione dell'incarico chiesa parrocchiale della Santa Famiglia di Nazareth, Perugia (con arch. R. Gresleri);
  - Concorso d'idee sistemazione della zona presbiteriale della Cattedrale, Piacenza;
- 1995 - 2001 Restauro della chiesa parrocchiale di Santa Maria Assunta[26], Tricesimo, Udine;
- 1994 Progetto adeguamento liturgico del Duomo, Cividale del Friuli;
  - Concorso chiesa San Giovanni Battista, Desio (MI) (con arch. Roberto Gresleri);
- 1992 Studio di progetto luogo Liturgico nel Monastero Madonna Fiducia San Biagio, Mondovì;
- 1987 Concorso nazionale d'idee chiesa parrocchiale e parco San Rocco di Miglianico, Chieti;
  - Sala parrocchiale della chiesa di San Lorenzo di Sasso Marconi[27], Castel del Vescovo, Sasso Marconi (BO);
- 1985 Progetto della chiesa parrocchiale di San Gabriele, Fermo;
- 1981 Cappella per la Congregazione delle Suore della Divina Volontà, Bassano del Grappa (VI);
- 1974 Chiesa di Pian di Balestra, San Benedetto Val di Sambro (BO);
- 1973 -1987 Chiesa parrocchiale di San Luigi di Riale[28][29], Riale di Casalecchio di Reno (BO);
- 1972 -1974 Chiesa parrocchiale di San Francesco d'Assisi[30][31] , Pordenone (con arch. Silvano Varnier);
- 1972 Adeguamento liturgico della Chiesa parrocchiale di Loncon[32] di Annone Veneto (VE);
- 1971 Complesso parrocchiale Sant'Antonio di Padova[33] Porcia (PN);
- 1970-1974 Chiesa San Bartolomeo Apostolo e opere parrocchiali[34], Erto Nuova (PN);
- 1970 Sistemazione del Club liturgico, Mondovì, Cuneo;
  - Adeguamento liturgico Chiesa parrocchiale di San Giuliano, Bologna;
- 1969 Cappella nella Casa dello Studente A. Zanussi Pordenone (con S. Varnier)
- 1969-1971 Adeguamento liturgico di Santa Maria Goretti, Bologna;[35][36]
- 1968 -1971 Chiesa di Gesù Crocifisso e opere parrocchiali[37][38], Vajont (PN) (con S. Varnier);
- 1968-1970 Oratorio Nostra Signora di Lourdes a Navarons di Spilimbergo (PN) (con S. Varnier)[39][40];
- 1967 Cappella e Cimitero di Vajont, (PN);
- 1966 -1971 Centro comunitario, Budoia (PN) (con S. Varnier);
- 1966 Adeguamento liturgico della chiesa di Cristo Re[41], Bologna;
  - Restauro e adeguamento liturgico cripta della Cattedrale di San Pietro[42][43], Bologna;
  - Adeguamento liturgico Santa Maria Assunta, Castel d’Aiano, Bologna;
- 1961 -1968 Chiesa parrocchiale di San Giovanni Battista Nuovo[44][45], Cogne, Imola;
- 1961 Progetto chiesa parrocchiale La Reina alla Fuera, Santiago, Cile;
- 1959 -1962 Oratorio San Giacomo fuori le Mura, Battaglia, Bologna;
  - Chiesa di San Giovanni Battista Decollato, Pian del Mugnone, Fiesole;
- 1959 -1960 Complesso Parrocchiale San Filippo Neri di Lippo, Lippo di Reno, Bologna; costruito e successivamente demolito;
- 1958-1963 Chiesa e campanile di San Michele Arcangelo, Mogne, Camugnano, Bologna;[46][47][48]
- 1958 Architettura interni nella Cappella Asilo di San Paolo di Ravone, Bologna;
  - Chiesa provvisoria San Giuseppe Lavoratore, Bologna;
- 1957 Progetto Complesso parrocchiale della Beata Vergine Immacolata, Cesena;
  - Chiesa parrocchiale provvisoria smontabile di San Pio X, Bologna;
- 1956 Chiesa parrocchiale Chiesa Beata Vergine Immacolata alla Certosa, Bologna;[49][50][51][52][53]
  - Chiesa provvisoria smontabile di San Vincenzo de' Paoli, Bologna;[54][55]
  - Chiesa parrocchiale provvisoria di Sant'Eugenio al Ravone, Bologna;
  - Chiesa provvisoria San Domenico Savio, Bologna;
  - Progetto chiesa missionaria, Alto Molocué, Mozambico;
- 1955 Progetto cappella in casa del cardinale Giacomo Lercaro, Bologna;

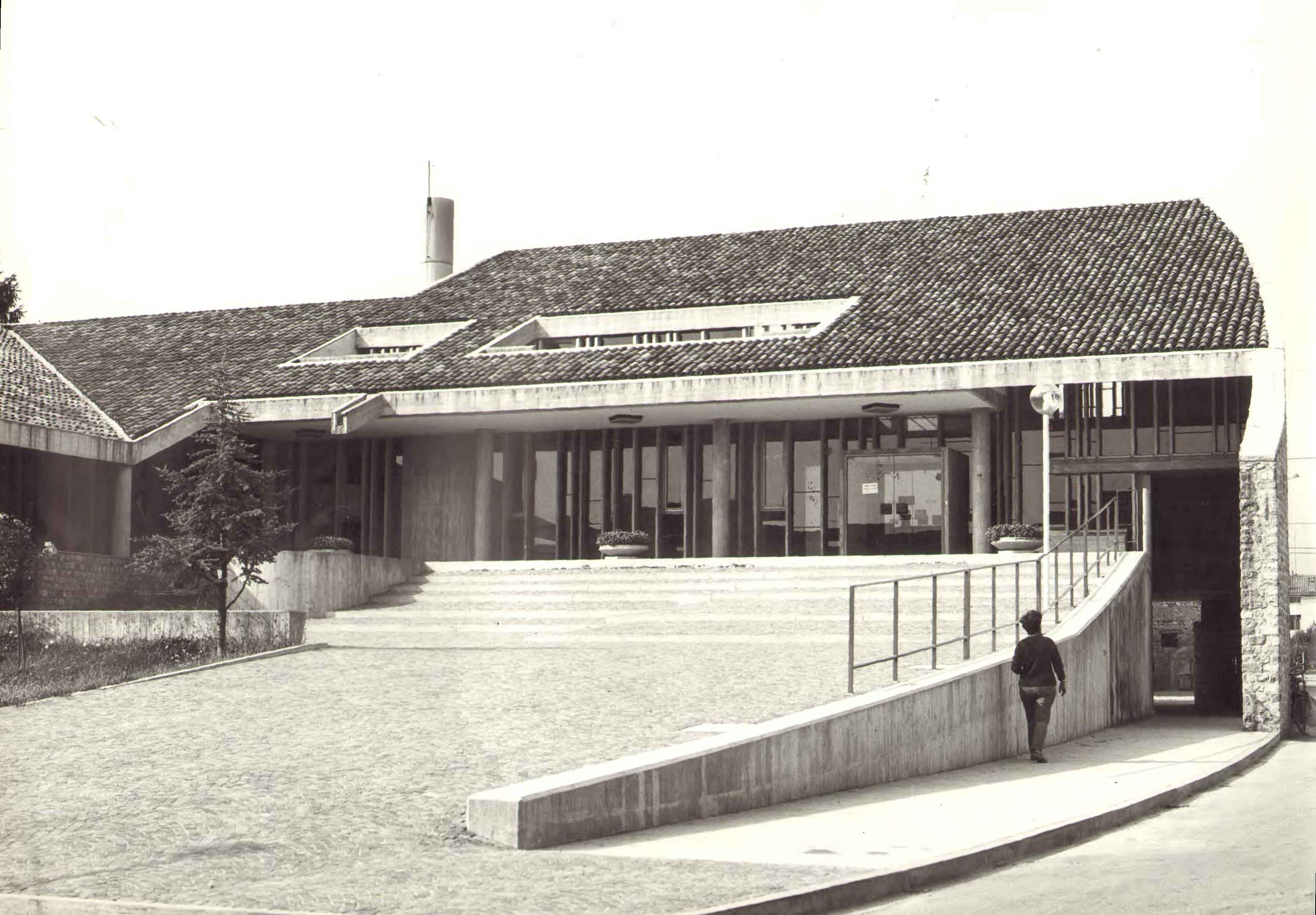
1967 - Nuovo municipio e servizi sociali, Arba

### Edifici pubblici
- 1958 Scuola materna + scuole elementari, zona Barca, Bologna;
- 1961 Restauro e ristrutturazione del Teatro, Imola;
- 1967 Nuova sede del municipio, Montereale Valcellina [56] (PN) (con S. Varnier);
- 1967-1973 Nuova sede del municipio e servizi sociali, Arba (PN) (con S. Varnier);
- 1968 -1987 Casa comunale per anziani, Maniago, Udine (con S. Varnier);
- 1974 Ristrutturazione e restauro Centro di documentazione forestale nel parco del Prescudin, Pordenone (con S. Varnier);
- 1975 Ristrutturazione Casa e dépendance della Forestale di Cansiglio, Belluno;
  - Casa forestale, ricostruzione nel parco del Cansiglio (con S. Varnier);
- 1983 Concorso Ristrutturazione nodo ferroviario e nuova stazione, Bologna;
- 1984 Teatro all’aperto, Gorizia;
- 1996 Concorso Nuova sede della Provincia, Pordenone;

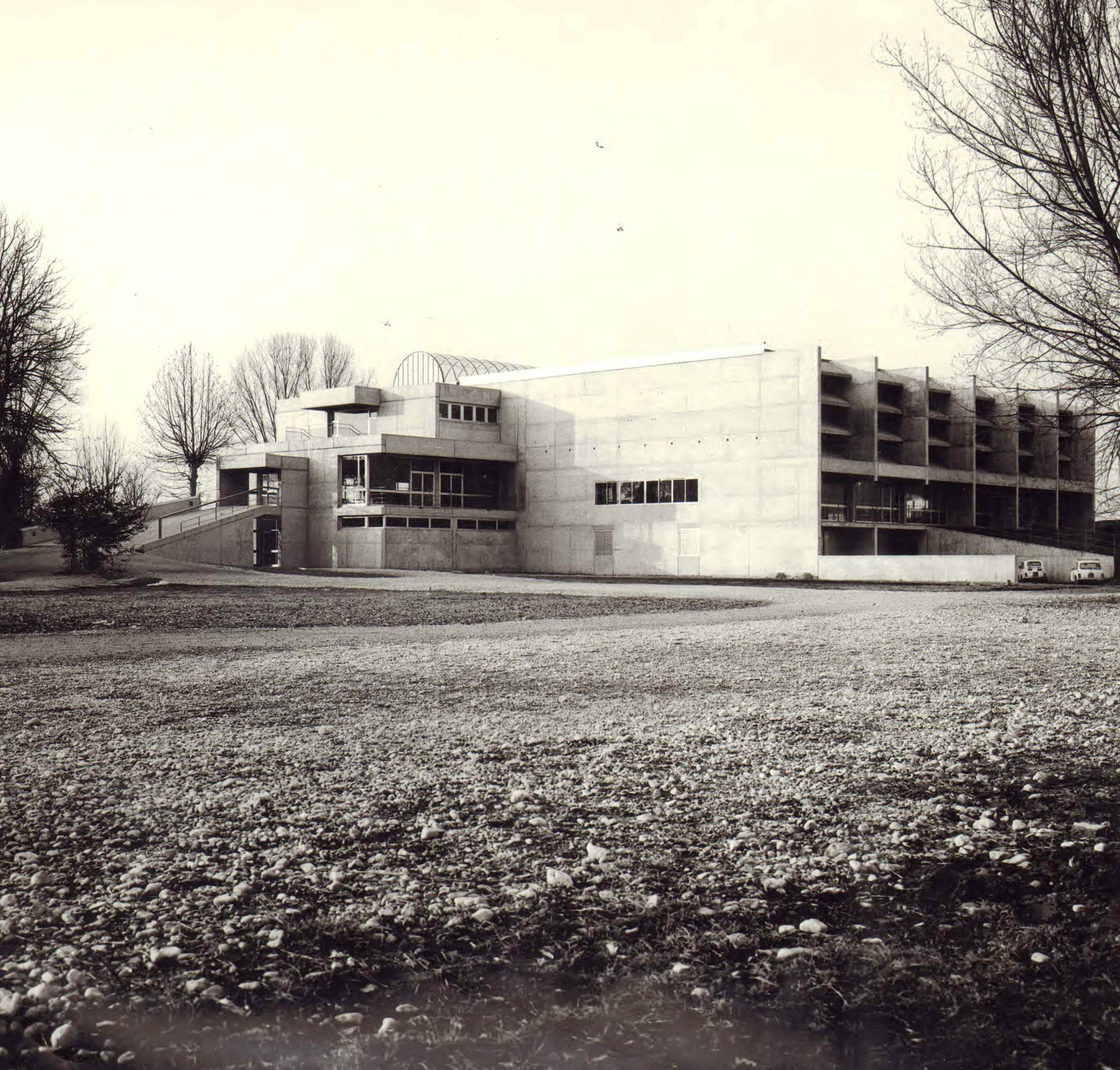
1973 - Casa dello Studente, Fiume Veneto

### Istruzione e servizi
- 1960 -65 Seminario Regionale Pontificio Benedetto XV, Bologna (con arch. Giorgio Trebbi )[57][58];
- 1967 Casa della gioventù, Montereale Valcellina (PN), (con S. Varnier);
- 1970 Servizi doposcuola di Budoia (con S. Varnier);
- 1971-1977 Istituto Tecnico Commerciale e per geometri "O. Mattiussi",  Pordenone (con S. Varnier) [59];
  - Casa dello studente di Spilimbergo, (con S. Varnier);
- 1973-1979 Casa dello studente di Codroipo (con S. Varnier);
- 1973 -1980 Scuola media Comunale, Brugnera (PN), (con S. Varnier);
- 1974 -1976 Casa dello studente, Aviano (PN), (con S. Varnier);
- 1975 Asilo nido, Brugnera (PN), (con S. Varnier);
- 1978 Scuola superiore a Bissuola, Venezia (con S. Varnier);
  - Scuola materna, Maniago (con S. Varnier);
- 1980 Casa dello studente, Fiume Veneto (PN);
- 1982 -1986  Restauro e ampliamento del complesso di Cerretolo come sede OIKOS;
- 1988 Centro di ricerca TA, Riola di Vergato (BO);
- 1989 Biblioteca universitaria, Bologna;
- 1992 Scuola elementare di Cecchini Pasiano, Pasiano (PN);
- 1998 Concorso Campus universitario, area Ospedale Morgagni, Forlì;

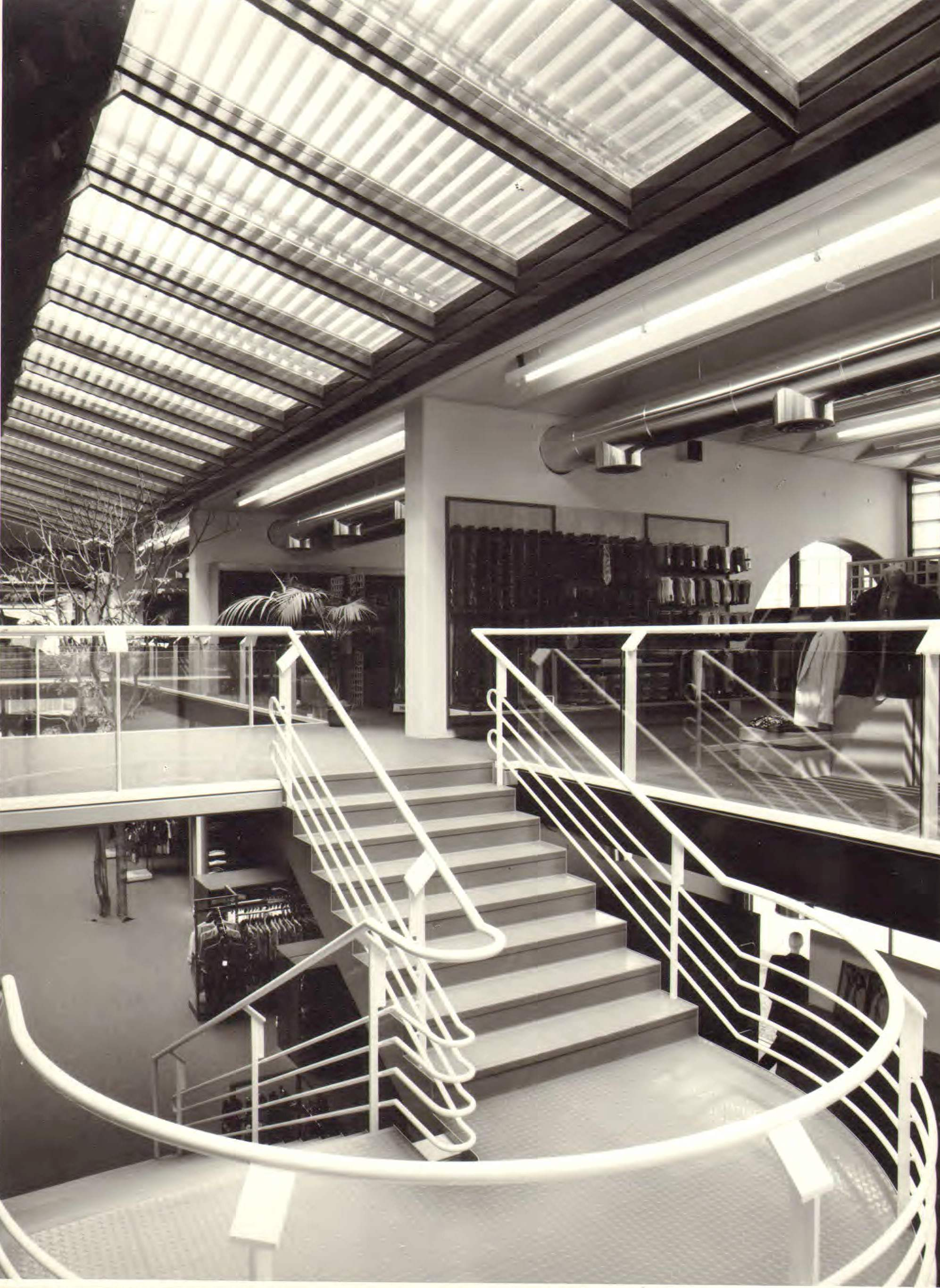
1980 - Centro commerciale Introini, Aviano

### Multifunzionali
- 1957  Abitazioni e negozi nel quartiere I.A.C.P. del Pilastro, Bologna.
- 1957-1971 Centro studi e addestramento professionale per il giovane e Convento Padri Passionisti, Ceretolo di Casalecchio di Reno (BO);
- 1959 Concorso Padiglione fieristico e Palazzo dello sport, Genova;
- 1961 Centro studi e convento Carmelitani Scalzi, Lunetta Gamberini, Bologna;
- 1963 Edificio residenziale per 120 alloggi e negozi Casa 3, Bologna;
- 1966 Complesso direzionale e commerciale SIS OPEL, Padova;
  - Centro comunitario, Budoia [60](PN) (con S. Varnier);
  - Edificio I.A.C.P. per 20 appartamenti e negozi, via Zampieri, Bologna;
- 1971 Casa canonica e Opera Ministero Pastorale S. Antonio, Porcia (PN);
- 1973 -1981 Casa dello studente e mini palasport, Fiume Veneto (PN) (con S. Varnier);
- 1987 Sala polivalente Chiesa San Lorenzo, Sasso Marconi, Bologna: realizzato;
- 1989 OIKOS 23 per la CRB, Bologna;
- 1990 Residenza, commercio e terziario "Il Castello", Reggio Emilia;
- 1993 Residenziale+alberghiero+terziario+commerciale Snaidero, Udine;
  - Progetto Centro terapeutico Agriflex, Bucarest, Romania;
  - Progetto Residenza+albergo+terapia+sport+ludico, Floreasca, Bucarest, Romania;
- 2001 Sala polivalente Chiesa S. Michele Arcangelo, Longara, Bologna;
- 2007 Progetto Complesso Lenizdat, San Pietroburgo, Russia;

### Urbani
- 1952 Piano urbanistico per il quartiere del Pilastro, Bologna;
- 1958 Complesso I.A.C.P. per 51 alloggi "La Borgatella", S. Donato, Bologna (con G. Trebbi);
- 1959 Concorso con 1º premio ex aequo Villaggio operaio per addetti della C.E.C.A., Lussemburgo (con F.M. Roggero e G. Trebbi);
- 1960 C.E.P. via Barca – Case isolate e torri binate, Bologna;
- 1962 Piano urbano-residenziale Altopiano, Sasso Marconi (BO);
  - Piano urbanistico, villaggio turistico Pian di Balestra;
  - Concorso con segnalazione per il Centro Direzionale di Torino (con G. Trebbi);
- 1962-1963 Piano urbanistico del quartiere I.A.C.P.  "Il Pilastro" per 1.500 alloggi, Bologna (con F. Santini, G. Trebbi e G, Brighetti);
- 1966 Concorso con aggiudicazione dell'incarico I.A.C.P. per edificio in via Zanardi, Bologna;
- 1972-1975 - Residenze Gescal Case Rosse [61] (con arch. G.Avon, arch. G. Furlan, ing. T. Fantuzzi), Pordenone;
- 1975 Quartiere residenziale Qatif - Arabia Saudita;
- 1978-1981 Complesso residenziale I.A.C.P. per 220 appartamenti e servizi, via S. Vito [62], Pordenone (con S. Varnier e G. Carniello);
- 1979 Concorso Sistemazione del quartiere de Les Halles, Parigi, Francia;
- 1980-1984 Complesso residenziale di 53 appartamenti, tra le vie Maceri e Nullo, Forlì;
- 1981 Sistemazione della piazza di Cuore Immacolato di Maria, Bologna;
- 1982 Concorso Parc de La Villette, Parigi, Francia;
  - Impianto polisportivo, Codroipo (PN);
- 1984 Concorso ad invito con segnalazione Ristrutturazione dell’area urbana Vorgartenstrasse, Vienna, Austria;
- 1985-1987 Progetto per una nuova sede direzionale della Società Buton in viale Pietramellara, Bologna (con P. L. Cervellati, T. Guidotti e G. Trebbi);
- 1986 La nuova Bologna sull'asse Stalingrado, Bologna: XVII Triennale Milano (con P. L. Cervellati, Giu. Gresleri, G. Trebbi);
- 1987 Concorso d'idee Parco urbano del Colle per nuova chiesa San Rocco, Miglianico, Chieti;
- 1988 Parco urbano di Pian Cavallo, Aviano;
- 1989 Piazza monumentale, Calderara di Reno (BO);
- 1990 Recupero e restauro del Complesso Urbano di Colle Ameno, Bologna;
- 2003 Parco Nazionale della Pace, Stazzema, Lucca;
- 1995-2006 Riqualificazione monumentale della Piazza Galvani in centro storico, Bologna[63];
- 2011 -2012 Riqualificazione della Piazza Minghetti e piazza del Francia in centro storico, Bologna[64][65];

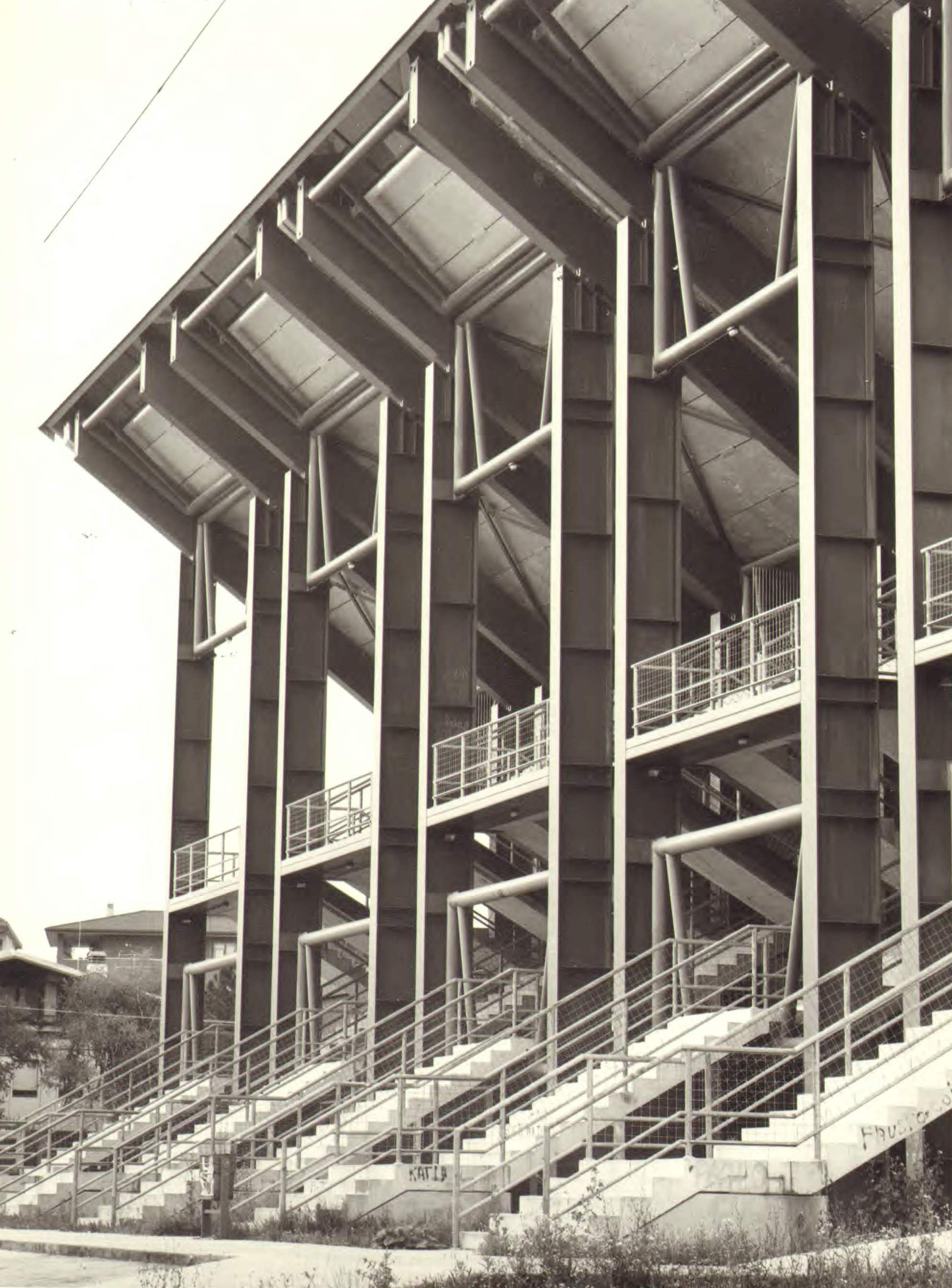
1981 - Palazzetto dello sport, Pordenone

### Sport e tempo libero
- 1968-1973 Piscina comunale, Codroipo, Udine (con S. Varnier, Z Biondo e G. Carniello).
- 1971 Stadio, Codroipo, Udine (con S. Varnier);
- 1973 Stadio comunale di Azzano Decimo (con S. Varnier);
- 1977 Piscina comunale di Pordenone (con S. Varnier);
- 1981-1984 Ristrutturazione e ampliamento del Palazzetto dello Sport, Pordenone (con S. Varnier);
- 1982-1984 Palestra comunale, Casarsa della Delizia (PN) (con S. Varnier e G. Carniello);
- 1982-1987 Nuove terme, Arta Terme, Udine (con S. Varnier e G. Carniello);
- 1984-1985 Torre di controllo all'autodromo Enzo e Dino Ferrari di Imola[66];

### Terziario e produzione
- 1962 Complesso industriale e commerciale Gandolfi-OM, Cicogna di San Lazzaro di Savena, Bologna[67][68];
- 1970 Industria ceramica Galvani e Centro commerciale a Pordenone (con S. Varnier);
- 1973 Industria Atex a San Vito al Tagliamento (con S. Varnier);
- 1977 Centro commerciale Introini, Aviano (con S. Varnier);
- 1978 Edificio uffici per l’industria Tecnolam, Cordenons (PN), (con S. Varnier);

### Cimiteri
- 1967 Cappella e cimitero del Vajont, Piana di Maniago (PN), (con S. Varnier)[69].
- 1970-1972 Cimitero di Erto e Casso, Stortan (PN), (con S. Varnier)[70];

## Scritti
- 1965 L’Industria italiana del cemento n.12 Dicembre.
- 1966 Parole e linguaggio dell’architettura religiosa Faenza Editrice, Faenza;
  - L’edificio Sacro per la comunità cristiana AA.VV. Queriniana, Brescia;
- 1970 Al luogo del Giulio - Il camposanto di Vajont Doretti, Udine 1970;
  - L’architetto 1-2 gennaio-febbraio;
- 1976 “Tony Garnier - Le radici del funzionalismo” Faenza Editrice, Faenza;
- 1978 Politica edilizia e gestione del territorio in benelux Edizioni Ente Fiere di Bologna – AA.VV. - E.A. Fiere di Bologna  - Grafiche Zanini, Bologna;
- 1979 Cjase di Diu, cjase nestre Problemi di arte sacra in Friuli dopo il terremoto – Atti del convegno – Udine 22-24 giugno;
  - L’Industria italiana del cemento, ottobre, "Un’opera di Alvar Aalto in Italia: la chiesa parrocchiale di Riola (Bologna)";
- 1984 Comune di Faenza / Arredo Urbano Oggi / 250 Realtà progettuali italiane e straniere a cura di Giuliano Gresleri e Glauco Gresleri – Faenza Editrice S.p.A. 1984 - Faenza;
- 1986 Ludovico Quadroni: dieci quesiti e cinque progetti Officina Edizioni, novembre, Roma;
- 1987 L’Industria italiana del cemento n.609;
- 1988 Studi in onore di Giuseppe Samonà 3 volumi Officina Edizioni Roma;
- 1990 Progettare lo spazio del sacro Ente Fiere di Verona, Verona;
  - I luoghi e lo spirito Arsenale editrice, Venezia;
- 1991 La fiera e la città Faenza Editrice, Faenza C.E.C.I.;
- 1996 Architettura per lo spazio sacro Umberto Allemandi & C., Bologna;
- 1997 S. Giuliano S. Cristina due chiese in Bologna storia arte architettura – La Fotocromo Emiliana Osteria Grande (Bologna) maggio;
  - Campane e campanili in Friuli – Atti del convegno di studio a cura di Massimo Bortolotti, Udine 7 novembre;
- 2000 Il padiglione dell’Esprit Nouveau e il suo doppio Alinea editrice, Firenze;
- 2001 “Le Corbusier e il programma liturgico” Editrice Compositori, Bologna;
- 2004 “Alvar Aalto e la Chiesa di Riola” Editrice Compositori, Bologna;
  - Chiesa e Quartiere – Storia di una rivista e di un movimento per l’architettura a Bologna Editrice Compositori, Bologna;
- 2007 Città di Fondazione e plantatio ecclesiae Editrice Compositori, Bologna;
- 2010 Kenzo Tange e l'utopia di Bologna Bononia University Press, Bologna;